# Kerstin Hamilton
Kerstin Hamilton, född 1978 i Kristinehamn, är bildkonstnär och forskare verksam vid HDK-Valand, Göteborgs Universitet. År 2022 försvarade hon sin avhandling The Objectivity Laboratory: Propositions on Documentary Photography vid samma lärosäte.
Hennes verk har visats på Hasselblad center, Moderna Museet, Fotomuseum Winterthur samt Rigas konstbiennal RIBOCA. Under 2021 agerade hon curator för utställningen "Dear Truth" vid Hasselblad Center.
Hon har även givit ut boken The Hambantota Connection – Constructing Landscapes, Contesting Modernity 2014 tillsammans med Jonas Lindberg och Karl Palmås.